# الموسيقى في الإسلام
الموسيقى في الإسلام موضوع خلافي بين الفقهاء يرى عدد كبير منهم تحريم الموسيقى وآلات الطرب إلا الدف في العرس والعيد، ويستدلون بحديث تحريم المعازف وغيره، وأجمع على تحريمها القرطبي وأبو الطيب الطبري وابن الصلاح، وابن القيم، وابن رجب الحنبلي، وابن حجر الهيتمي وابن تيمية. بينما رأى تحليلها بقيود ابن حزم وابن القيسراني، ومحمد الشوكاني وأبي حامد الغزالي، والعز بن عبد السلام، وعبد الغني النابلسي، وغيرهم.
أما الغناء في الإسلام فيرى الفقهاء أن الإسلام أباح الغناء، بعيداً عن مظاهر الفساد والانحلال، لأنه لم يرد أي حديث صحيح في تحريم الغناء على الإطلاق، وبذلك فإن الغناء ما هو إلا كلام فحسنه حسن وقبيحه قبيح، وأن الأصل حل الغناء بدليل أن الرسول محمد لم ينه زوجته عائشة عن سماعه، ولذلك يرى الفقهاء الذين يرون تحريم الموسيقى أن الغناء بدون موسيقى جائز، بشرط أن لا يكون مشتملاً على أشياء توجب الفتنة، وبشرط أن لا يصد الإنسان عما يجب عليه من إقامة الصلاة مع الجماعة، ويرون أن المحرم في الغناء هو تلذذ الرجل بغناء وصوت المرأة الأجنبية، أما الذين يرون تحليل الموسيقى فيرون جواز الغناء بالموسيقى بنفس الشروط، وأشهرهم: أبو حامد الغزالي وابن حزم والسقطي والعز بن عبد السلام وابن دقيق العيد، ومن المعاصرين محمد الغزالي ويوسف القرضاوي، ويرى من هؤلاء المعاصرين أنّ وجود نهضة في الفنون العربية ومنها الغنائية سواء الغناء الديني المتمثل بظهور منشدين ومغنين ملتزمين بالأحكام الشرعية، لهو دليل على أهمية الغناء والموسيقى، وأن الغناء الماجن الذي يواكبه تعرٍ وسفور ليس غناءً، بل هو فسق وفجور يحرمه الإسلام. ويرى المرخصون أنه بثبوت الترخيص في ضرب الدف، وهو أحد آلات المعازف، يثبت لغيره من الآلات قياسا بجامع الإطراب، فالأصل في الأشياء الإباحة.

## تاريخ

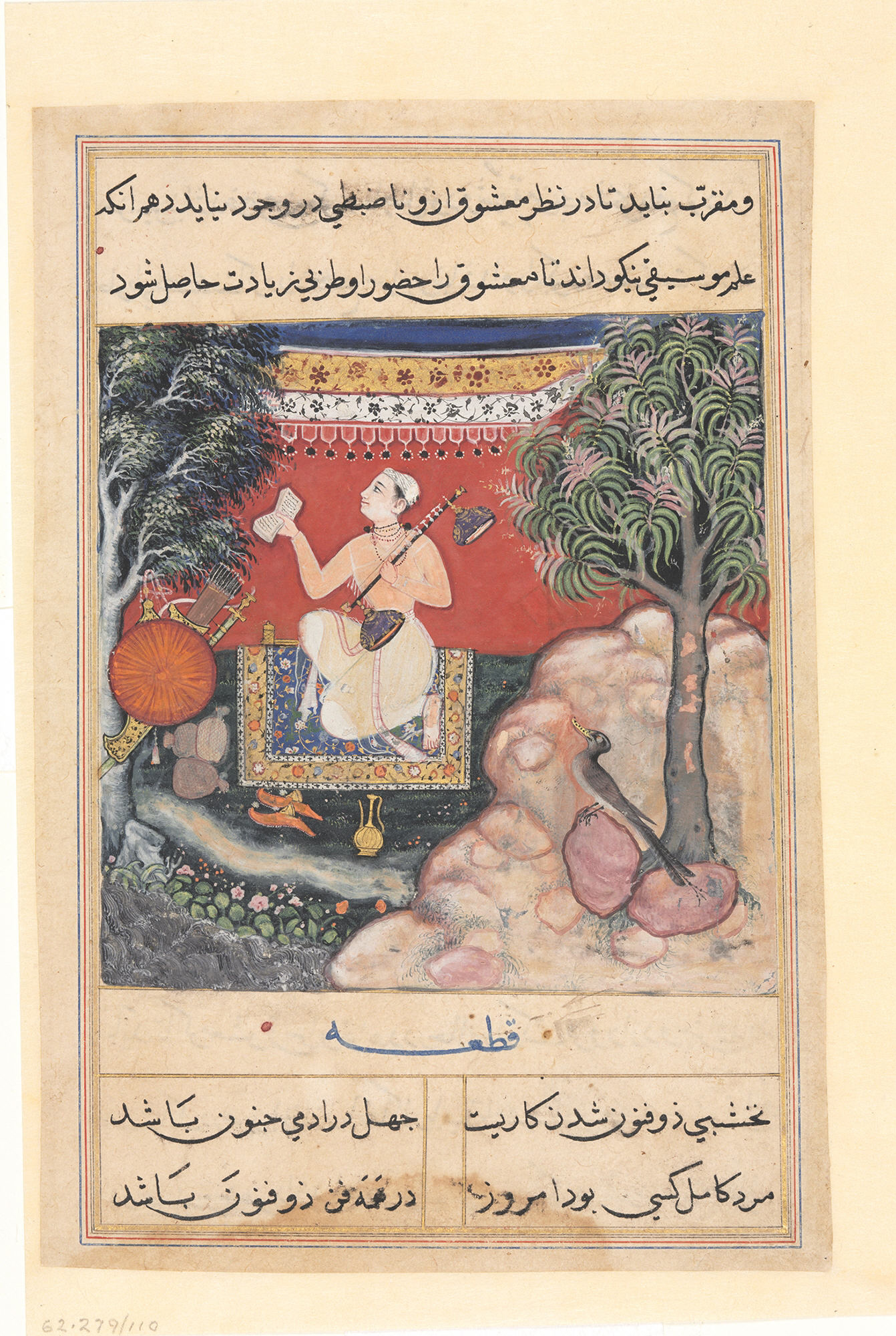
أصل الموسيقى يرجع لسبع نغمات لقنها طائر الببغاء للإنسان حسب أسطورة مذكورة في "المخطوط الفارسي "طوطي نامه

عرفت الموسيقى خلافا فقهيا قديما واقعا على مستوى الأدلة الجزئية الفروعية في حكم الموسيقى والغناء المصاحب لها، بين مُحِلٍّ، ومُحَرِّم، ومُتَوَسِّط باختيار تفصيل لصور الغناء، وتقسيمها على الأحكام المختلفة، واستمر هذا الخلاف إلى العصر الحديث، واختلف العلماء حيث برز فيه الفريق القائل بالإباحة، منهم رجال دين بارزين، كما أيد هذا الطرح مفكرون تشبعوا بالحضارة الغربية في فلسفتها ومنهجها، لكن بحكم تحيزاتهم الحضارية وبحكم تكوينهم الثقافي لا يعنيهم الدليلَ الجزئي الشرعى للمسألة، ويطرحون نظرة كلية مشبعة بمفاهيم الجمال والفن في ضوء الفلسفات الغربية، غير منتبهين إلى شدة مفارقتها لقيم الجمال والفن الإسلامية. وأما القائلين بالحرمة فمنهم من يقف موقفا معاديا من قيم الجمال والفن في نفسها؛ حيث يشعرون أنها وراء إباحة ما حرمه الله، فيجعل بموقفه هذا الشرعَ الإسلامي في موقف معاد للجمال والفن، وهي مواقف كلها خاطئة حسب الوسطيين؛ فحسب تعريفهم فإنه غنّي عن التعريف إيمان الإسلام بالجمال، لكن في ضوء خصائص الإسلام ومميزاته.
والقضية اليوم، حسب قول عصام أنس الزفتاوي، ليست هل الموسيقى حلال أم حرام، بل القضية: هل النموذج المروج له اليوم حلال أم حرام، ذلك النموذج التي تدخل الموسيقى وفنون الغرب في سداه ولُحمته.
ويطرح الباحثون سؤال: حتى ولو تم إباحة الموسيقى، أي موسيقى تباح، هل هي الموسيقى الغربية الحالية التي نبتت في حضارة الإغريق، وترعرعت في أحضان الكنيسة الغربية، ثم خرجت من عباءتها، وأخذت تعبر عن فلسفات النهضة والاستنارة، والحداثة وما بعد الحداثة، حيث العلاقة وثيقة بينهما، فالموسقى الغربية نبتت نباتا طبيعيا في أحضان تلك الحضارة عبر مراحلها المختلفة عبر التاريخ، وتطور الموسيقى فيها يعد مظهرا من مظاهر تطورها الحضاري بكل اتجاهاتها حتى الجانب التقني منها، لذلك لا يمكن للإنسان الغربي أن يقف موقفا معاديا للموسيقى؛ لأنها جزء من ضميره وموروثه الثقافي، من الكاثوليكي والبروتستانتي إلى الملحد والتنويري والعقلاني فهي جزء من حركة الحضارة الأوربية بكل أبعادها. وعلى عكس ذلك فإن الموسيقى في الحضارة الإسلامية تسرب أغلب أنماطها من فلسفات اليونان حينما كانت الموسيقى جزء من العلم الرياضي، كما تسرب إليها بقايا الحضارة الفارسية القديمة. واستمر محصورا داخل صرح الحضارة الإسلامية، حتى هيمنت على العالم الإسلامي حضارة الآخر بكل ثقلها. فتبقى مسألة إباحة الموسيقى أو حرمتها أعمق وأعقد من مجرد النظر في الأدلة الجزئية، ولا يمكن نزع المسألة من إطارها الحضاري المهيمن.

## الغناء

### الإباحة
يحتج المؤيدون لإباحة الغناء بحديث رواه البخاريُّ ومسلِم عن عائشة: 
| الموسيقى في الإسلام | دخلَ عليَّ أبو بكر، وعندي جاريتان من جواري الأنصار تُغنِّيان بِما تقاوَلَتْ به الأنصار يوم بُعاث، قالت: وليست بِمُغنيتَيْن، فقال أبو بكر: أَبِمَزمور الشَّيطان في بيت رسول الله - صلَّى الله عليه وسلَّم -؟! وذلك في يوم عيد، فقال رسولُ الله - صلَّى الله عليه وسلَّم -: يا أبا بَكْر، إنَّ لكلِّ قومٍ عيدًا، وهذا عيدنا | الموسيقى في الإسلام |

 وروى البخاريُّ ومسلمٌ وأحمد عن عائشة أنَّها زفَّت امرأة من الأنصار، فقال النبِيُّ يا عائشة، 
| الموسيقى في الإسلام | ما كان معكم من لَهْو؟ فإنَّ الأنصار يعجبهم اللهو | الموسيقى في الإسلام |

.
يعتبر المؤيدون للموسيقى أن الإسلام أسهم في تنمية الإحساس الجمالي لدى الإنسان المؤمن ويسعى دائماً إلى الارتفاع بذوقه، والرقي بملكاته وطاقاته النفسية والروحية والعقلية. وأن الإنسان المسلم يرتقي بفنّه سلم السمو الفني سواءً أكان غناءً أم شعراً أم تصويراً، ولعلَّ أهم موسيقار عربي مسلم هو زرياب صاحب الصوت العذب والإسهامات الموسيقية الكبيرة الذي عاش في العصر العباسي، وقد حثّ رسول الإسلام على التغنّي بالقرآن، وما التجويد في قراءة القرآن إلاّ تحسين الصوت.
يقول ابن حزم في هذه المسألة: "إنَّ الغناء مُباح"، وبنَى كلامه على تضعيف حديث أبي مالكٍ الأشعري، ويرى ابن حزم أن استماع الموسيقى مباح مثل التَّنَزُّه في البساتين ولبس الثياب الملونة. ويقول الإمام أبو حامد الغزالي في بيان تحريم الغناء والموسيقى في الملاهي وشرب الخمر: "فالغناء والموسيقى في الملاهي محرم لتحريم الخمر؛ لأنّ الغناء في الملاهي يدعو إلى شرب الخمر، فإنّ اللذّة الحاصلة بها، إنّما تتمّ بالخمر، ولمثل هذه العلّة حرّم قليل الخمر" ولأن الغناء في الملاهي يشوّق إلى شرب الخمر، فهو منهيٌ عن السماع لخصوص هذه العلّة فيه"، ونقد الإمام أبو حامد الغزالي جميع القائلين بتحريم الغناء من العلماء المسلمين، بقوله أن الشافعي لم يحرم الغناء أصلاً، ويقدم على ذلك دليلا وهو قول يونس بن عبد الأعلى: سألت الشافعي رحمه الله عن إباحة أهل المدينة السماع، فقال الشافعي: لا أعلم أحداً من علماء الحجاز كره السماع إلاّ ما كان منه في الأوصاف. ويضيف الإمام الغزالي: "وأمّا الحداء وذكر الأطلال والمرابع وتحسين الصوت بألحان الأشعار فمباح. وحيث قال: أنّه لهوٌ مكروه يشبه الباطل. فقوله لهو صحيح، ولكن اللهو من حيث أنّه لهو ليس بحرام، فلعب الحبشة ورقصهم لهو، وقد كان صلى الله عليه وسلم ينظر إليه ولا يكرهه بل اللهو واللغو لا يؤاخذ الله تعالى به". "وأما قوله يشبه الباطل، فهذا لا يدل على اعتقاد تحريمه، بل لو قال هو باطل صريحاً، لما دلّ على التحريم، وانّما يدلّ على خلوّه من الفائدة، فالباطل ما لا فائدة فيه، على أنّه أراد بالكراهة التنزيه".
| الموسيقى في الإسلام | "من لم يحرّكه الربيعُ وأزهاره، والعودُ وأوتاره، فهو فاسدُ المزاج ليس له علاج". أبو حامد الغزالي | الموسيقى في الإسلام |

### التحريم
الأدلة على تحريم الغناء والموسيقى كثيرة منها:
قال الله تعالى: ﴿وَمِنَ النَّاسِ مَنْ يَشْتَرِي لَهْوَ الْحَدِيثِ لِيُضِلَّ عَنْ سَبِيلِ اللَّهِ بِغَيْرِ عِلْمٍ وَيَتَّخِذَهَا هُزُوًا أُولَئِكَ لَهُمْ عَذَابٌ مُهِينٌ ۝٦﴾ [لقمان:6]
قال السعدي: "فدخل في هذا كل كلام محرم، وكل لغو، وباطل، وهذيان من الأقوال المرغبة في الكفر، ومن غناء ومزامير شيطان".
قال محمد ناصر الدين الألباني: "اتفقت المذاهب الأربعة على تحريم آلات الطرب كلها". انتهى من "السلسلة الصحيحة". (1/145) 
قال ابن تيمية: "مذهب الأئمة الأربعة أن آلات اللهو كلها حرام؛ ثبت في صحيح البخاري وغيره أن النبي صلى الله عليه وسلم أخبر أنه سيكون من أمته من يستحل الحر والحرير والخمر والمعازف". انتهى من "مجموع الفتاوى" (11/576) 
وقال أيضًا: "آلات الملاهي مثل الطنبور يجوز إتلافها عند أكثر الفقهاء وهو مذهب مالك وأشهر الروايتين عند أحمد". انتهى من "مجموع الفتاوى" (28/113) 
قال ابن قدامة المقدسي: "الملاهي ثلاثة أضرب: محرم وهو ضرب الأوتار والنايات والمزامير كلها والعود والطنبور والمعزفة والرباب ونحوها فمن أدام استماعها ردت شهادته". انتهى من "المُغْني" (10/173) 
واجتهادات الفقهاء المختلفة عبر القرون في فهم هذا التشريع كثيرة، يمكن من خلالها رصد بيسر ودون كبير عناء تلك الفروع الفقهية الكثيرة المفرعة على القول بتحريم الموسيقى وآلاتها، حيث كلام الفقهاء على تحريم الموسيقى هو السائد، وهذا التحريم كان مستقرا في التراث الفقهي إلى حد الاتفاق، خصوصا في دائرة المذاهب المتبعة، رغم محاولات إيجاد ثغرة خلاف يتكأ عليها المبيحون. يتفق مؤسسو المذاهب الأربع على تحريم الغناء، حيث يميل أتباع المذهب الحنفي في كُتبهم إلى أنَّ سماع الغناء فِسْق، والتلَذُّذ به كُفْر، وورَدَ في كتاب التترخانيَّة - وهو من كتب الأحناف - أنَّ الغناء مُحرَّم في جميع الأوطان. وعند المالكية سُئِل الإمام مالِكٌ عن الغناء، فأجابهم: إنَّما يفعله الفُسَّاق عندنا. وعند الشافعية رواية أن الشافعيَّ عند خروجه من بغداد إلى مصر: خرجتُ من بغداد، وخلَّفتُ شيئًا ورائي أَحْدَثه الزَّنادقة يُسمُّونه التَّغبير؛ لِيَصدُّوا الناس به عن القرآن. ويقصد بالتغبير آلةٌ يُعزَف بها تشبه العود. وقال الشافعي أيضا: إذا جمع الرَّجلُ النَّاسَ لِسَماع جاريته، فهو سفيهٌ مَرْدود الشَّهادة، وهو بذلك ديُّوث. وعند الحنابلة روى عبد الله عن أبيه الإمام أحمد: سألتُ أبي عن الغناء، فقال: لا يُعجِبُني، إنَّه ينبت النِّفاق في القلب، كما ينبت الماء البقل.

## المعازف
| الموسيقى في الإسلام | لَيَكُوْنَنَّ في أُمَّتِـي أقوامٌ يَسْتَـحِلُّونَ الحر (أو الـخَزَّ) والحرير والـخَمْرَ والـمعازِفَ | الموسيقى في الإسلام |

يستعمل الحديث مصطلح «المعازف» جمع معزفة، يفسرها البعض كآلات الملاهي، أو الآلة التي يعزف بها ، ونقل القرطبي عن الجوهري أن المعازف هي الغناء، وعرفها البعض بآلات اللهو، وقيل هي أصوات الملاه أو الدفوف وغيرها مما يضرب به.
أجمع أغلب من روى الحديث أن الوعيد ليس على المعازف، إلا عطية بن قيس فإنه غلط في تقديم لفظ المعازف لأول الحديث. ومن هنا نعلم دقة الإمام البخاري، فإنه قد استشهد بهذا الحديث في «باب ما جاء فيمن يستحل الخمر ويسميه بغير اسمه»، ولم يذكره البتة في باب المعازف. لأن الشيء الذي اتفق عليه كل رواة الحديث بلا خلاف منهم، هو إنزال الوعيد على من استحل شرب الخمر بتسميتها بغير اسمها. فليس من المعقول أن يهمل البخاري إعادة الحديث في باب آخر يخص المعازف، أو يقوم بتقطيع الحديث كما هي العادة، وخاصة أنه لا يوجد حديث آخر في هذا الباب، وهو من أبواب الحلال والحرام. قال القاضي المالكي أبو بكر بن العربي في كتاب «الأحكام»: «لم يصح في التحريم شيء». وقال ابن حزم في المحلى: «ولا يصح في هذا الباب شيء أبداً. وكل ما فيه موضوع». وصرح عدد من حفاظ الحديث بأن كل حديث صريح جاء في تحريم المعازف فهو موضوع.

## حُكْم الشِّعْر
ورَدَ في الشعر أحاديثُ تدلُّ على إباحته؛ منها ما يدلُّ على إباحتِه بشرطِ حُسْن موضوعه، كالذي رواه الطَّبَراني عن عبد الله بن عمر أن رسول الإسلام قال: الشِّعر كالكَلام؛ فحسَنُه حسَن، وقَبِيحه قبيح. والمباح وهو ما خَلا موضوعُه عن فُحْش وبذاءة ، ولَم يُحرِّك الشَّهوات الكامنة. والمحرم هو ما كان في موضوعه بذاءةٌ وفُحْش ودعوةٌ إلى الفجور والأمور المَرْذولة، كأشعار الهجاء والأشعار الشِّركيَّة.

## مؤلفات
- إبطال دعوى الإجماع على تحريم مطلق السماع، محمد الشوكاني.
- تحريم آلات الطرب محمد ناصر الدين الألباني.[24]
- الاعتناء بالغناء في الفناء وفتح الأسماع في شرح السماع الملا على القاري.[25]
- فقه الغناء والموسيقى في الإسلام  يوسف القرضاوي
- الغناء والموسيقى حلال.. أم حرام؟، محمد عمارة
- رسالة في علم‌الموسيقي، العلّامة الخواجة نصیرالدّین الطوسي، تعلیق: علاءالدين ملكوف (https://doi.org/10.13140/RG.2.2.24892.82560)
- لسطان المغرب، سليمان بن محمد، رسالتان في الموسيقى :
  - «إمتاع الأسماع بتحرير ما التبس من حكم السماع»، [26]
  - «تقييد في حكم الغناء»، [27]